# 블루웨일 0.1
블루웨일 0.1은 KAIST 개교 50주년 기념으로 제작된 민간 과학로켓이다.

## 개발
KAIST 항공우주공학과와 학부생 창업기업인 페리지에어로스페이스의 협력 조직인 페리지·KAIST로켓연구센터 주도로 개발되었다. 길이 3.2ｍ, 지름 19㎝, 무게 51㎏ 규모로, 에탄올과 액체산소를 추진제로 사용하는 친환경 로켓이다. 추력 150킬로그램힘(kgf)의 액체로켓 추진기관이 탑재되었다.
페리지의 블루웨일 1호 개발을 위한 3개 선행 과제 중 하나이기도 하다.

## 발사
2021년 12월 5일과 29일, 2022년 3월 24일 등 3번에 걸쳐 제주특별자치도 제주시 한경면에서 발사되었다.